# Sarcoptes-Räude des Hundes

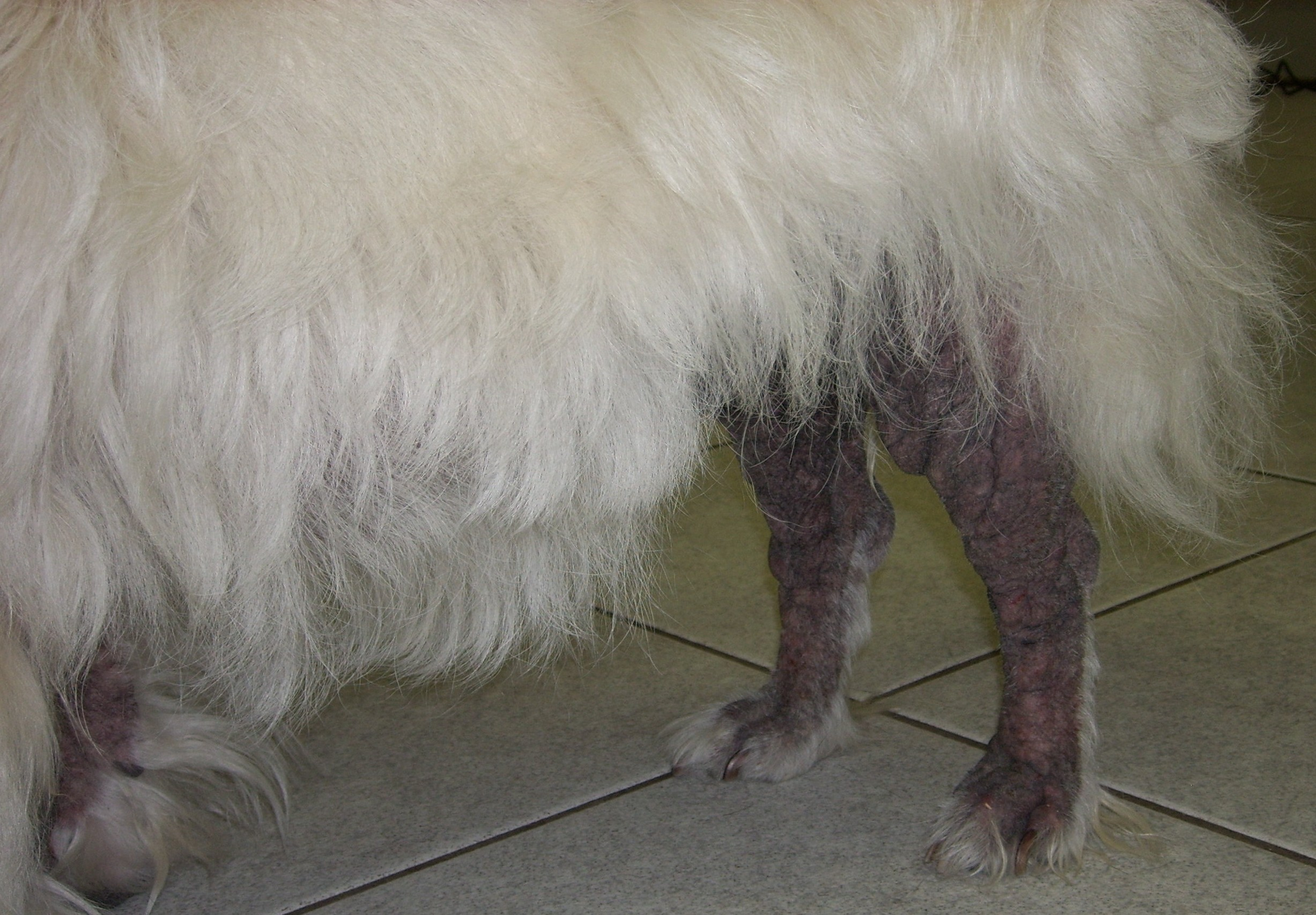
Hochgradige Sarcoptes-Räude bei einem Haushund

Die Sarcoptes-Räude des Hundes ist eine hochansteckende parasitäre Hauterkrankung, die durch die Räudemilbe Sarcoptes scabiei var. canis hervorgerufen wird. Sie ist durch gerötete Papeln, bei schwerem Verlauf durch krustöse Hautveränderungen gekennzeichnet. Die Bekämpfung erfolgt durch milbenabtötende Mittel (Akarizide). Die Erkrankung ist auch für den Menschen ansteckend („Pseudo-Krätze“), allerdings findet beim Menschen als Fehlwirt keine Vermehrung der Milben statt, sodass die Krankheit ohne ständige Neuinfektion binnen zwei Wochen auch ohne Behandlung abheilt.

## Vorkommen und Krankheitsentstehung

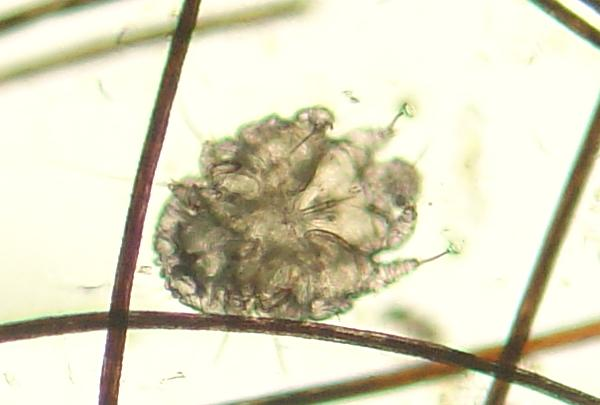
Grabmilbe des Hundes (Sarcoptes scabiei var. canis)

Die zu den Grabmilben gehörende Sarcoptes-Milbe des Hundes (Sarcoptes scabiei var. canis, gelegentlich auch als eigene Art Sarcoptes canis aufgefasst) ist ein vor allem bei Hunden vorkommender Parasit mit relativ hoher Wirtsspezifität. Gelegentlich kann er auch beim Rotfuchs, bei Kaninchen, Hasen, Meerschweinchen, Schweinen und bei Hauskatzen auftreten. Selbst beim Menschen kann sie eine kurzzeitige Erkrankung mit Juckreiz und kleinen Papeln auslösen, heilt er aber im Regelfall spontan nach wenigen Tagen aus („Pseudo-Krätze“). Neben Sarcoptes scabiei var. canis kann auch Sarcoptes scabiei var. vulpes, der Erreger der Fuchsräude, die Ursache für eine Sarcoptes-Räude beim Hund sein.
Der gesamte Entwicklungszyklus der Milbe findet auf beziehungsweise in der Haut des Hundes statt. Die Männchen leben auf der Hautoberfläche oder in flachen Tunneln. Dort findet die Kopulation statt, nach der sie absterben. Weibliche Grabmilben graben sich mit ihren Mundwerkzeugen (Chelizeren) in das Stratum spinosum oder granulosum der Epidermis ein und ernähren sich von Keratin und Gewebsflüssigkeit. Sie legen während ihres Lebens Eier in die von ihnen angelegten Bohrgänge. Der Entwicklungszyklus der Grabmilben dauert etwa drei Wochen und zeigt drei Entwicklungsstufen.
Aus den Eiern schlüpfen nach 3 bis 5 Tagen die Larven. Sie tragen nur drei Beinpaare und leben hauptsächlich in den Bohrgängen. Die Larven häuten sich in eigenen Hautnischen zu Nymphen, die morphologisch den adulten Weibchen ähneln, aber wesentlich kleiner und noch nicht geschlechtsdifferenziert sind. Diese häuten sich zu den adulten Grabmilben.
Die Übertragung erfolgt jahreszeitunabhängig, meist durch direkten Kontakt mit infizierten Tieren. Die Sarcoptes-Räude ist hochansteckend. Es ist jedoch auch eine Übertragung aus der Umgebung möglich. Die Grabmilbe kann unter für sie günstigen Bedingungen (10–15 °C) in Hautresten bis zu drei Wochen überleben, bei Zimmertemperatur drei bis sechs Tage. So findet sie sich insbesondere auch in Bürsten oder Ritzen.

## Klinisches Bild

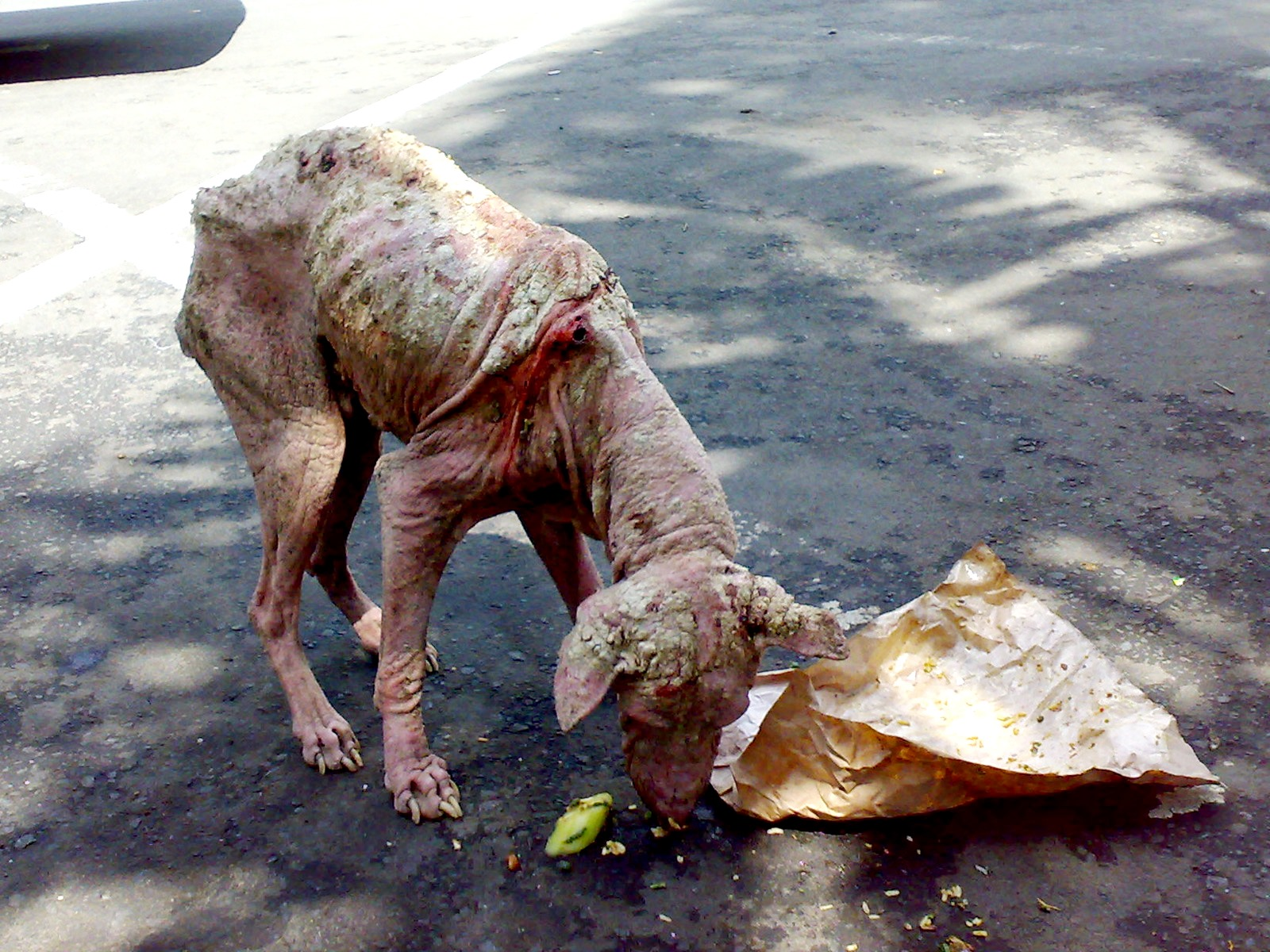
Hochgradige Sarcoptes-Räude bei einem verwilderten Straßenhund

Die Sarcoptes-Räude zeigt sich zunächst in Form von geröteten kleinen Papeln, eventuell auch Pusteln. Sie treten vor allem an den Außenseiten und Rändern der Ohrmuscheln, um die Augen sowie an Ellenbogen, Sprunggelenken und Bauch auf. Im weiteren Verlauf kommt es zu einer starken Hautrötung (Erythema) und infolge des starken Juckreizes zu selbstzugefügten Hautverletzungen durch exzessives Kratzen, manchmal auch Beißen in die juckenden Hautbereiche, sowie zu Haarausfall (Alopezie), Schuppung, Krusten und übermäßiger Verhornung (Hyperkeratose). Häufig sind die Außenseiten der Gliedmaßen und die Ränder der Ohrmuschel betroffen. Sekundär treten häufig bakteriell bedingte Pyodermien auf.
Es wird angenommen, dass das klinische Bild weniger auf die Schadwirkung der Milben, sondern auf allergische Reaktionen zurückzuführen ist.
Eine Sonderform ist die „Norwegische Räude“. Hier dominieren hochgradige Verhornung und Krusten, während der Juckreiz nur gering ausgeprägt sein kann. Diese Verlaufsform tritt vor allem bei Tieren mit gestörtem Immunsystem, mit Cushing-Syndrom oder nach Behandlung mit Glucocorticoiden auf.

## Diagnostik
Der Pinna-Pedal-Reflex ist bei Sarkoptes-Räude fast immer positiv. Er hat eine Sensitivität von 82 % und eine Spezifität von 94 %. Die Diagnose wird durch ein oberflächliches Hautgeschabsel gesichert, wobei bereits der Nachweis einer Milbe, einer Nymphe, von Eiern oder von Milbenkot als beweisend gilt. Alternativ können zwei bis vier Wochen nach der Ansteckung über eine Blutuntersuchung Sarcoptes-spezifische Antikörper nachgewiesen werden. Die Sensitivität des Nachweises über Hautgeschabsel liegt jedoch nur bei 20 %, während über Antikörpernachweis (ELISA) schon Sensitivitäten und Spezifitäten bis über 90 % möglich sind. Falsch positive Ergebnisse kommen vor allem bei Atopikern durch Kreuzreaktionen mit Hausstaubmilben vor, falsch negative, weil Antikörper erst nach zwei bis fünf Wochen auftreten.
Abzugrenzen sind vor allem Futterallergien und Atopische Dermatitis. Weitere Differentialdiagnosen, die allerdings meist mit weniger stark ausgeprägtem Juckreiz einhergehen, sind Malassezien-Dermatitis, Pyodermie, Kontaktdermatitis, Cheyletiellose und Demodikose.

## Bekämpfung
Zur Bekämpfung eignen sich Waschbehandlungen mit Amitraz, die Injektion von Ivermectin (cave MDR1-Defekt), Spot-ons mit Fipronil, Selamectin, Moxidectin, Pyriprol oder Flumethrin sowie Kautabletten mit Afoxolaner. Zugelassen sind in Deutschland zur Behandlung der Sarcoptes-Räude bei Hunden Afoxolaner (Handelsnamen NexGard bzw. NexGard Spectra), Selamectin (Handelsname Stronghold) und Moxidectin (Handelsname Advocate). In einer neuen Studie erwies sich auch Fluralaner als hochwirksam, das in Tablettenform oder als Spot-on verabreicht werden kann. Dabei müssen alle Hunde, die mit dem betroffenen Tier Kontakt hatten, ebenfalls behandelt werden. Zu Beginn der Behandlung kann für mehrere Tage ein Glucocorticoid verabreicht werden, um den Juckreiz zu mildern.
Es empfiehlt sich, dicke Krusten mechanisch zu entfernen, da diese mit vielen Milben besiedelt sind. Auch Pflegegenstände und Liegeplätze müssen gereinigt und mit milbentötenden Mitteln behandelt werden, da die Milben dort bis zu drei Wochen überleben können.